# 罗苴语
罗苴语(自称：luo31 dʑi33)是一种在贵州省威宁彝族回族苗族自治县由七姓民使用的濒危彝语支语言。在威宁县羊街镇蛇街村尚有人能半流利地说罗苴语，但已经没有在世的流利使用者。

## 分类
七姓民使用的语言和当地的纳苏语有亲缘关系，它是威宁彝族回族苗族自治县西部和东部彝语方言的中间体(威宁彝族回族苗族自治县民族志1997:328)。一些词汇形式上不太一样，如表示“辣椒”的词在西部彝语中是“自”，在东部彝语中是“傻迫”，在罗苴语中则是“薄几”。
但七姓民宣称他们不是彝族，他们的祖先使用一种在几个世纪前灭绝的非彝语。
七姓民在地理上分布在西部彝语区和东部彝语区之间。这些语言在这些地方使用：
- 七姓民 (七姓民梁子): 响水、金海、三道河、蛇街、羊街和严家
- 西部彝语：观风海、牛棚、大街和龙街
- 东部彝语：盐仓、金钟和二塘